# Mejillones
Pour les articles homonymes, voir Tortel.
Mejillones (« Moules » en espagnol) est une ville et une commune du Chili de la province d'Antofagasta, elle-même située dans la région d'Antofagasta. En 2012, sa population s'élevait à 9 752 habitants.
Mejillones est une ville portuaire et minière (cuivre) située dans l'une des « zones de sacrifice » du Chili : une étude sanitaire réalisée en 2019 par l’Université catholique du Chili et l’ONG Chile Sustentable y révèle des taux élevés de problèmes respiratoires, de maladies cardio-vasculaires et de malformations chez les nourrissons, avec des risques de décès plusieurs fois supérieurs à la moyenne nationale. Cette situation est due à la présence d'industries minières et chimiques, et de plusieurs centrales à charbon dans la région.

Position de Mejillones (en rouge) au sein de la Région d'Antofagasta.